# Colposcenia faceta
Colposcenia faceta är en insektsart som beskrevs av Loginova 1972. Colposcenia faceta ingår i släktet Colposcenia och familjen rundbladloppor. Inga underarter finns listade i Catalogue of Life.